# Звёздная пыль (фильм, 1974)
«Звёздная пыль» (англ. Stardust) — британский музыкально-драматический фильм 1974 года, снятый Майклом Эптедом. В главных ролях снимались Дэвид Эссекс и Адам Фейт. Фильм является продолжением картины 1973 года «И будет день». Слоган ленты — «Покажите мне мальчика, который никогда не хотел быть рок-звездой, и я покажу вам лжеца».

## Сюжет
События происходят в начале 1970-х годов. Рок-музыканты Джим Маклейн (Дэвид Эссекс), Джанетт и Джей Ди обрели популярность в конце 1960-х годов. Лидером коллектива является Маклэйн. Это он собрал музыкантов и создал группу Stray Cats. И он же нашёл своего старого друга Майка (Адам Фэйт), который стал менеджером группы. Майк приобрёл специальный фургон для гастролей, арендовал для музыкантов жильё и организовал запись песен на студии звукозаписи. Маклейн вскоре становится необыкновенно популярен. Его фигура оказывается в центре внимания СМИ. Но бремя славы сопровождается и проблемами: секс со случайными подругами и активное употребление наркотиков. Фильм повествует о пагубных последствиях такого образа жизни для творчества Макkейна и его взаимоотношений с прежними друзьями и коллегами. В частности, рушится дружба Маклейна и менеджера Майка.

## Награды
- Британская гильдия пишущих авторов (BAFTA) наградила Рэя Коннолли за лучший оригинальный британский сценарий.
- Гильдия БАФТА выдвинула Адама Фэйта в номинации «Лучший актер второго».

## Саундтрек
В фильме звучит много известных композиций 1960-х и 1970-х годов.
- Neil Sedaka – «Happy Birthday Sweet Sixteen»
- The Drifters – «Up On The Roof»
- Del Shannon – «Hats Off To Larry»
- The Zombies – «She's Not There»
- Bobby Darin – «Dream Lover»
- Billy J. Kramer & The Dakotas – «Do You Want To Know A Secret»
- Dave Edmunds & The Electricians – «Da Doo Ron Ron»
- The Beach Boys – «I Get Around»
- Diana Ross & The Supremes – «Baby Love»
- The Chiffons – «One Fine Day»
- Tommy Roe – «Dizzy»
- The Fortunes – «You've Got Your Troubles»
- Martha Reeves & The Vandellas – «Dancing In The Street»
- Gerry & The Pacemakers – «Don't Let The Sun Catch You Crying»
- Stevie Wonder – «Uptight»
- Cat Stevens – «Matthew & Son»
- Barbara Lewis – «Baby I'm Yours»
- Jimmy Ruffin – «What Becomes Of The Brokenhearted»
- The Box Tops – «The Letter»
- The Mamas And The Papas – «Monday Monday»
- The Lovin' Spoonful – «Summer In The City»
- Manfred Mann – «Do Wah Diddy Diddy»
- The Animals – «The House Of The Rising Sun»
- The Hollies – «Carrie Anne»
- Procol Harum – «Whiter Shade Of Pale»
- The Who – «My Generation»
- The Bee Gees – «I've Gotta Get A Message To You»
- The Righteous Brothers – «You've Lost That Lovin' Feelin'»
- Barry McGuire – «Eve Of Destruction»
- Jefferson Airplane – «White Rabbit»
- Jimi Hendrix – «All Along The Watchtower»
- Derek & The Dominos – «Layla»
- Joe Cocker – «With A Little Help From My Friends»
- Stray Cats – «When Will I Be Loved»
- Stray Cats – «Need A Shot Of Rhythm & Blues»
- Stray Cats – «Make Me Good»
- Jim Maclaine And Stray Cats – «You Kept Me Waiting»
- Stray Cats – «Let It Be Me»
- Stray Cats – «Some Other Guy»
- Jim Maclaine And The Stray Cats – «Take It Away»
- Stray Cats – «C'Mon Little Dixie»
- Jim Maclaine – «Americana Stray Cat Blues»
- Jim Maclaine – «Dea Sancta»
- David Essex – «Stardust»